# Walkringen
Walkringen es una comuna suiza del cantón de Berna, situada en el distrito administrativo de Berna-Mittelland. Limita al norte con la comuna de Hasle bei Burgdorf, al este con Lützelflüh, Landiswil y Arni bei Biglen, al sur con Biglen y Worb, y al oeste con Vechigen.
Hasta el 31 de diciembre de 2009 estuvo situada en el distrito de Konolfingen.

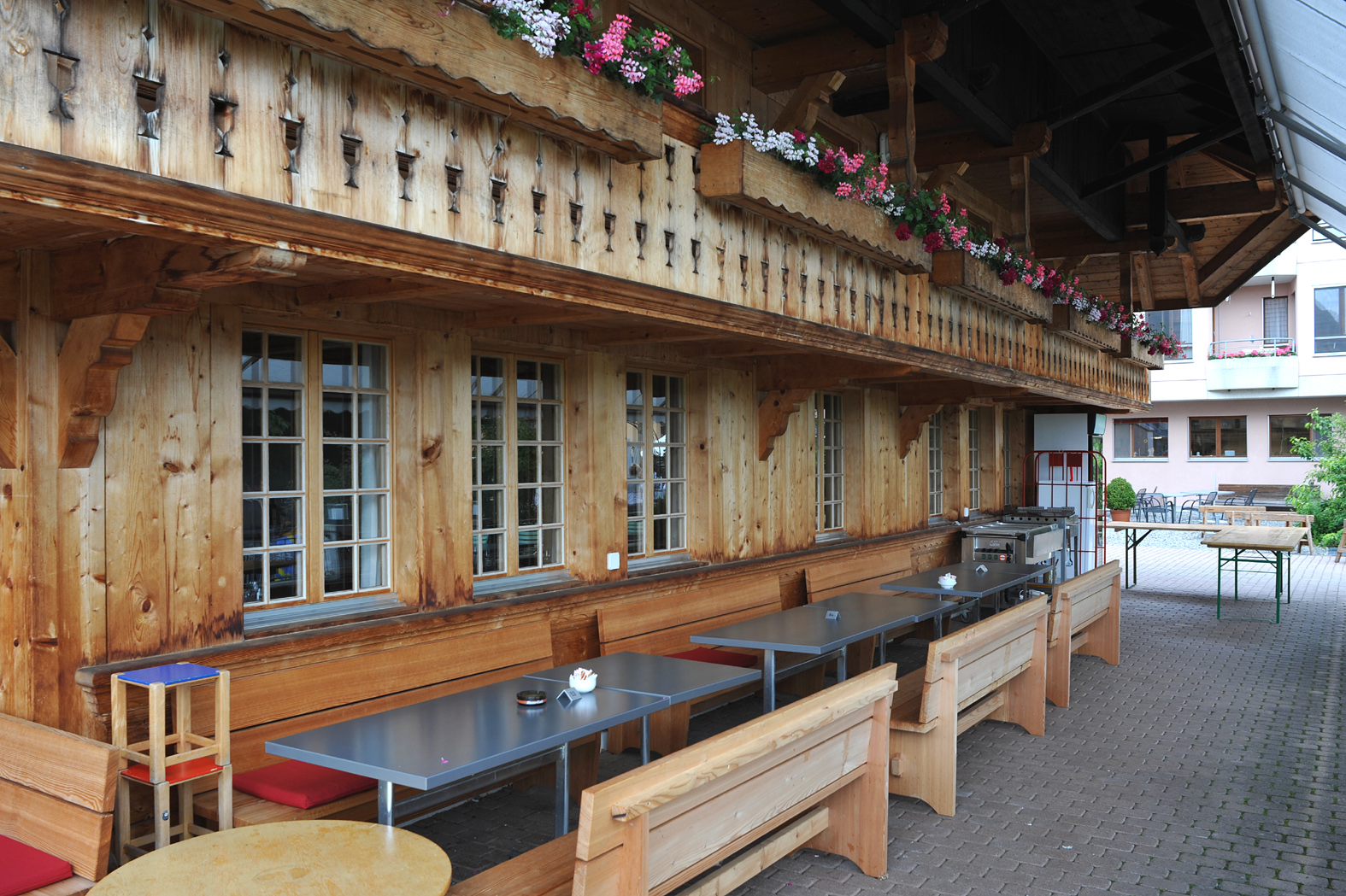
Restaurante en Walkringen.